# 체커스 (밴드)
체커스(일본어: チェッカーズ, 영어: THE CHECKERS)는 일본의 남성 7인조 로큰롤 밴드이다. 1980년대부터 1990년대 전반에 걸쳐 활동하였다. 후쿠오카현 쿠루메시에서 결성하였다. 데뷔 당시 슬로건은 "지루함 퇴치"(退屈退治)였다.